# Louis Schaurté

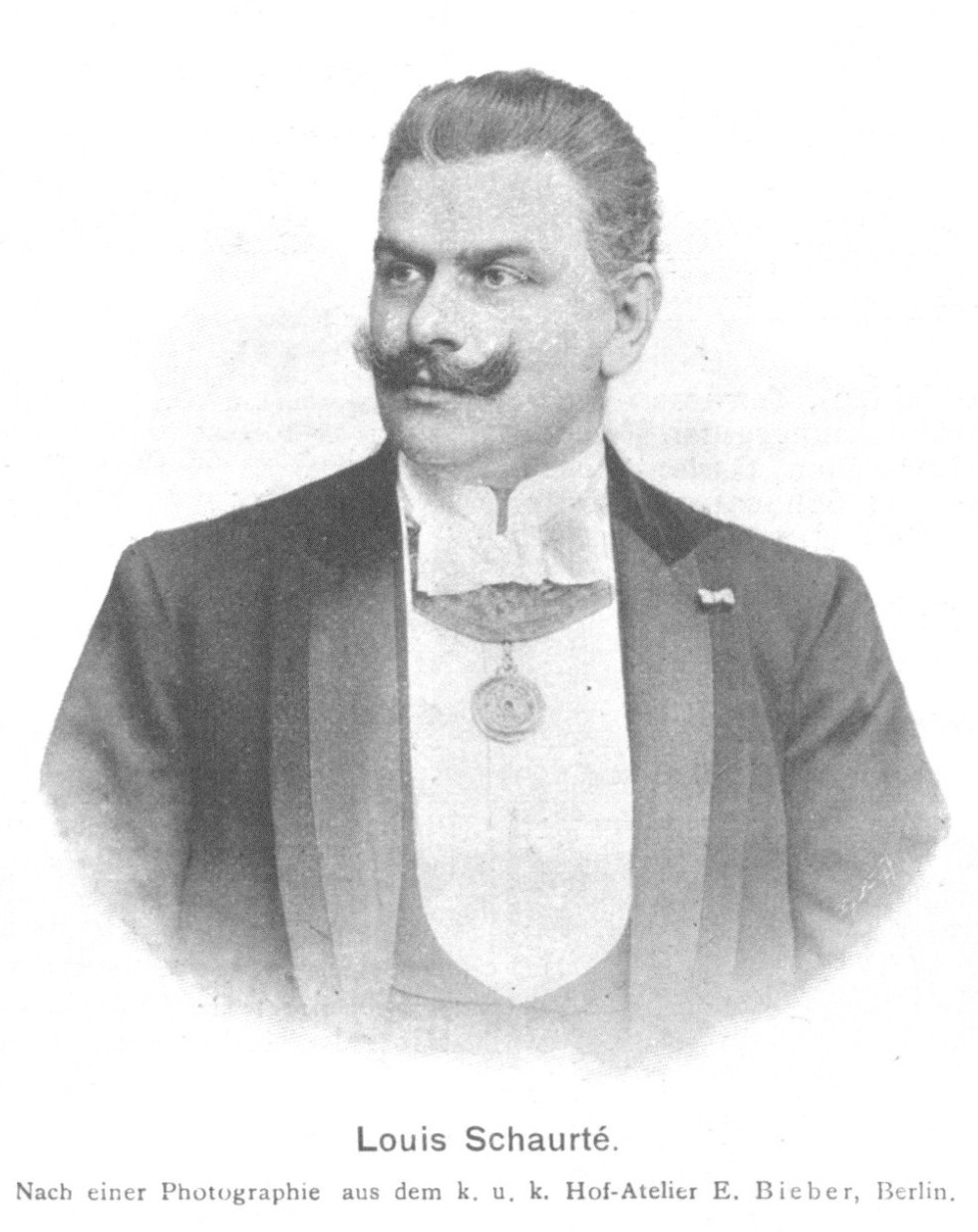
Louis Schaurté im Jahre 1902 (Bild von Leonard Berlin-Bieber)

Louis Schaurté (* 20. März 1851 in Köln-Deutz; † 22. November 1934 in Berlin), eigentlich Ludwig Hubert Schaurte, war ein deutscher Gastronom und Hotelier der Spitzenklasse.

## Leben
Er war der Sohn des Deutzer Bürgermeisters und Unternehmers Gerhard Schaurte (1803–1878) und der Louise Hubertine von Ketteler. Seine Erziehung oblag in jungen Jahren dem Superintendenten Friedrich Back in Kastellaun. Später besuchte er das Marzellen-Gymnasium in Köln.
Im Jahr 1863 begann Schaurté seine Lehre beim Hofkonditor Botz in Worms. Nach den Lehrjahren folgten die Wanderjahre, er wurde Volontär in der Küche des Hotel D'Harscamp in Namur, das er als Küchenchef verließ, um in Paris die „Hochschule für Kulinarische Kunst“ zu besuchen. Stationen danach waren Hamburg im Hotel Atlantic von Franz Pfordte, Köln (Hotel du Nord), Düsseldorf (Thürnagel) und Berlin (Hotel Kaiserhof).
Bekannt wurde Schaurté nach Übernahme des Hotel Monopol („große Aufmachung“, Friedrichstraße 99/100) am Bahnhof Berlin Friedrichstraße mit seinem erstklassigen Restaurant L. Schaurte, in dem er „patriotische Menüs“ anbot. Als Monopol-Eigentümer war Schaurté zugleich zehn Jahre lang Pächter des Restaurants im Reichstagsgebäude.
Schaurté, ausgezeichnet als „Herzoglicher Hoflieferant“,  ist auf dem katholischen Friedhof der St.-Matthias-Gemeinde in Berlin-Tempelhof begraben.